# Tasmanogobius
Tasmanogobius is een geslacht van straalvinnige vissen uit de familie van grondels (Gobiidae).

## Soorten
- Tasmanogobius gloveri Hoese, 1991
- Tasmanogobius lasti Hoese, 1991
- Tasmanogobius lordi Scott, 1935